# Jugband Blues
«Jugband Blues» (с англ. — «блюз джаг-бэнда») — песня английской психоделической рок-группы Pink Floyd, выпущенная на их втором альбоме 1968 года A Saucerful of Secrets. Представлена третьим по счёту треком на второй стороне LP — последним треком всего альбома. Автор музыки и слов песни — Сид Барретт, он же — исполнитель вокальной партии.
«Jugband Blues» является единственным вкладом Барретта в альбом и последним в группу в целом. Барретт и руководство Pink Floyd хотели, чтобы песня была выпущена в качестве сингла, но остальные участники группы и продюсер Норман Смит наложили вето. «Jugband Blues» адресована окружению автора текста.
Песня стала одной из двух из альбома A Saucerful of Secrets наряду с «Set the Controls for the Heart of the Sun», вошедших в сборник 2001 года Echoes: The Best of Pink Floyd.

## Текст и структура композиции

Pink Floyd в 1967 году, слева направо: Ник Мейсон, Ричард Райт, Сид Барретт и Роджер Уотерс

«Jugband Blues» была написана примерно в тот же период, что и другая официально неопубликованная песня группы, — «Vegetable Man». Обе песни содержат одинаковый циничный юмор, но если в «Vegetable Man» Сид Барретт фокусирует его на себе, то в «Jugband Blues» он направлен на окружающих. К началу сессий записи второго студийного альбома Pink Floyd A Saucerful of Secrets Барретт уже впадал в бредовое состояние ума, усугубляемое его чувством отчуждения от остальной группы. Общепринятая интерпретация текстов песен заключается в том, что они отражают его шизофрению. Роб Чапман же утверждал, что они могут быть истолкованы как критика других участников группы за то, что те «выгнали» его. Кинг сказал об этой песне: «Самые отчуждённые, экстраординарные тексты. Это адресовано не группе, а всему миру. Он был полностью „отрезан“». Дженнер прокомментировал: «Я думаю, что каждого психиатра следует заставить слушать эти песни [„Jugband Blues“, „Scream Thy Last Scream“ и „Vegetable Man“]. Я думаю, что они должны быть частью учебной программы каждого медицинского колледжа наряду с картинами вроде „Пшеничного поля с воронами“ Ван Гога». Песня имеет характерную трёхуровневую структуру: она начинается с размера 3
4 метра, затем переходит в 2
4 и завершается в 4
4.

## Запись
Композиция была полностью или частично записана 19 октября 1967 года в студии De Lane Lea. Интервью с продюсером Норманом Смитом, записанное для документального DVD-фильма Meddle: A Classic Album Under Review (2007), предполагает, что имели место по крайней мере две отдельные сессии записи. Первая сессия была посвящена записи основного трека Pink Floyd, возможно, в студии Abbey Road, поскольку Смит ясно заявляет в интервью, что он не смог использовать Abbey Road для сессии духового оркестра и был вынужден вместо этого забронировать студию De Lane Lea в Холборне. Вероятнее всего, она была специально заказана для того, чтобы наложить духовой оркестр на существующий трек группы: продюсер не упоминает других участников группы, упоминая, что только Барретт и члены оркестра присутствовали на этой сессии наложения.
По словам Смита, это была его первоначальная идея добавить духовую аранжировку к основному треку, что побудило Барретта предложить использовать оркестр Армии спасения. Смит вспоминал, что после некоторых значительных усилий ему удалось заключить контракт с Международной штабной группой Армии спасения из восьми человек на сессию, которая была забронирована с 7 до 10 часов вечера, но Барретт опоздал почти на час. Затем Смит пригласил Барретта изложить свои музыкальные идеи для ансамбля, но Сид сказал им, что хочет, чтобы они просто «играли все, что захотят», независимо от остальных членов группы. Встревоженный Смит был вынужден настаивать на озвучивании партий, и ему пришлось самому второпях придумать аранжировку — согласно его рассказу, Барретт вскоре после этого вышел из студии и не вернулся. В интервью Смит также специально упоминает, что играл существующую версию трека для духовых музыкантов, чтобы дать им некоторое представление о том, что они должны были играть. Говоря об Армии спасения, менеджер группы Эндрю Кинг сказал, что Барретт «хотел устроить массовый фрик-аут Армии спасения, но это единственный раз, когда я могу вспомнить Нормана [Смита], который сделал своё дело».

## Живое исполнение
Выступление группы с песней «Jugband Blues» 20 декабря 1967 года было представлено Джоном Пилом и Томми Вэнсом 31-го числа в передаче Top Gear на радио BBC. Версия BBC отличается от версии из альбома A Saucerful of Secrets: в радиоверсии в финальной части присутствуют гармонии, Ричард Райт использует орган, похожий на церковный, и группа теряет Армию спасения, но сохраняет казу.

## Музыкальное видео

Сид Барретт в клипе на «Jugband Blues»

Рекламный клип на песню был снят в декабре 1967 года для Центрального информационного управления в Лондоне. Видео должно было быть о Британии и предназначалось для распространения в США и Канаде. В видео Барретт (впервые показанный с акустической гитарой) и группа подражают песне в более традиционной сценической обстановке, с психоделическими проекциями на заднем плане. Оригинальная аудиозапись промо-фильма утеряна, и в большинстве версий используется запись BBC конца 1967 года — следовательно, проблемы с синхронизацией наиболее очевидны, когда Барретт поёт вступительный куплет. Оригинальный фильм считался утерянным, пока он не был вновь обнаружен в Манчестерской лаборатории искусств в 1999 году. Барретт и Уотерс впервые посмотрели клип во вторую неделю декабря 1967 года.

## Выпуск. Наследие
Барретт вместе с менеджерами Pink Floyd Питером Дженнером и Эндрю Кингом хотели выпустить песню в качестве сингла в следующем, 1968 году, но на это наложили вето как группа, так и Норман Смит. Дженнер сказал, что «Jugband Blues», наряду с двумя другими работами, которые Сид написал примерно в это же время («Scream Thy Last Scream» и «Vegetable Man»), были «потрясающими песнями». Он также сравнил её с «Bike» и «The Scarecrow», отметив: "Вы думаете: «Ну, ладно, это все хорошо, но это [„Jugband Blues“] мощное тревожное искусство». Я бы не хотел, чтобы кто-то был таким же сумасшедшим и встревоженным, как Сид, чтобы получить это, но если вы собираетесь стать настолько встревоженным, дайте мне что-нибудь подобное. Это великое искусство". Дженнер также назвал «Jugband Blues» «экстраординарной песней, окончательной самодиагностикой состояния шизофрении, [и] портретом нервного срыва».
В итоге, песня была издана лишь в составе самого альбома A Saucerful of Secrets 29 июня 1968 года. «Jugband Blues» — одна из двух песен (другая — «Set the Controls for the Heart of the Sun») из альбома, которые позже были включены в сборник Echoes: The Best of Pink Floyd. На сборнике песне предшествовала «Wish You Were Here», текст которой был написан Роджером Уотерсом в честь Барретта.
Стереоверсия «Jugband Blues» значительно отличается от моноверсии — на стереоверсии звучит больше гитарных проигрышей и по-другому записан вокал. Особая стереоверсия вошла в сборник A Nice Pair, изданный в Канаде.

## Восприятие
В негативной рецензии на A Saucerful of Secrets Джим Миллер из журнала Rolling Stone утверждает, что «Jugband Blues» «вряд ли делает честь Барретту как композитору».

## Кавер-версии
Известны кавер-версии, созданные на песню «Jugband Blues». Одна из них была записана группой Opal под названием «If the Sun Don’t Shine (Adaptation of „Jugband Blues“»)" — она вошла в трибьют-альбом 1987 года Beyond the Wildwood. За авторством другого кавера стоит австралийский коллектив Eden — она была выпущена на трибьют-альбоме 1995 года A Saucerful of Pink. A Tribute to Pink Floyd.

## Участники записи
- Сид Барретт — акустическая гитара, электрогитара, вокал;
- Ричард Райт — орган Farfisa[англ.], вистл;
- Роджер Уотерс — бас-гитара;
- Ник Мейсон — ударные, кастаньеты, казу

### Международный оркестр «Армии Спасения»
- Рэй Боус (англ. Ray Bowes) — корнет;
- Терри Камси (англ. Terry Camsey) — корнет;
- Мак Картер (англ. Mac Carter) — тромбон;
- Лес Кондон (англ. Les Condon) — Eb бас;
- Морис Купер (англ. Maurice Cooper) — эуфониум;
- Йан Хэнки (англ. Ian Hankey) — тромбон;
- Джордж Уиттингем (англ. George Whittingham) — Bb бас
- неизвестный музыкант

### Комментарии
1. ↑  Джаг-бэнды («jug», с англ. — «кувшин, сосуд», «band», с англ. — «оркестр») — предшественники групп скиффл — исполняли музыку на кастрюлях, банках и подобных им «музыкальных инструментах».